# Ophionereis intermedia
Ophionereis intermedia är en ormstjärneart som beskrevs av A.M. Clark 1953. Ophionereis intermedia ingår i släktet Ophionereis och familjen Ophionereididae. Inga underarter finns listade i Catalogue of Life.